# 스테이지 마더
스테이지 마더(Stage Mother)는 미국에서 제작된 톰 피츠제럴드 감독의 2020년 코미디, 드라마 영화이다. 재키 위버 등이 주연으로 출연하였다.

## 출연

### 주연
- 재키 위버
- 루시 리우
- 아드리언 그레니어